# Papamosques lapislàtzuli
El papamosques lapislàtzuli (Cyornis unicolor) és una espècie d'ocell de la família dels muscicàpids (Muscicapidae) pròpia del sud-est asiàtic. Es troba a l'Himàlaia oriental, el sud-est asiàtic, i les illes de Sumatra, Borneo i Java. Habita els boscos tropicals i subtropicals de frondoses humits i de l'estatge montà. El seu estat de conservació és de risc mínim.